# Ендостиль

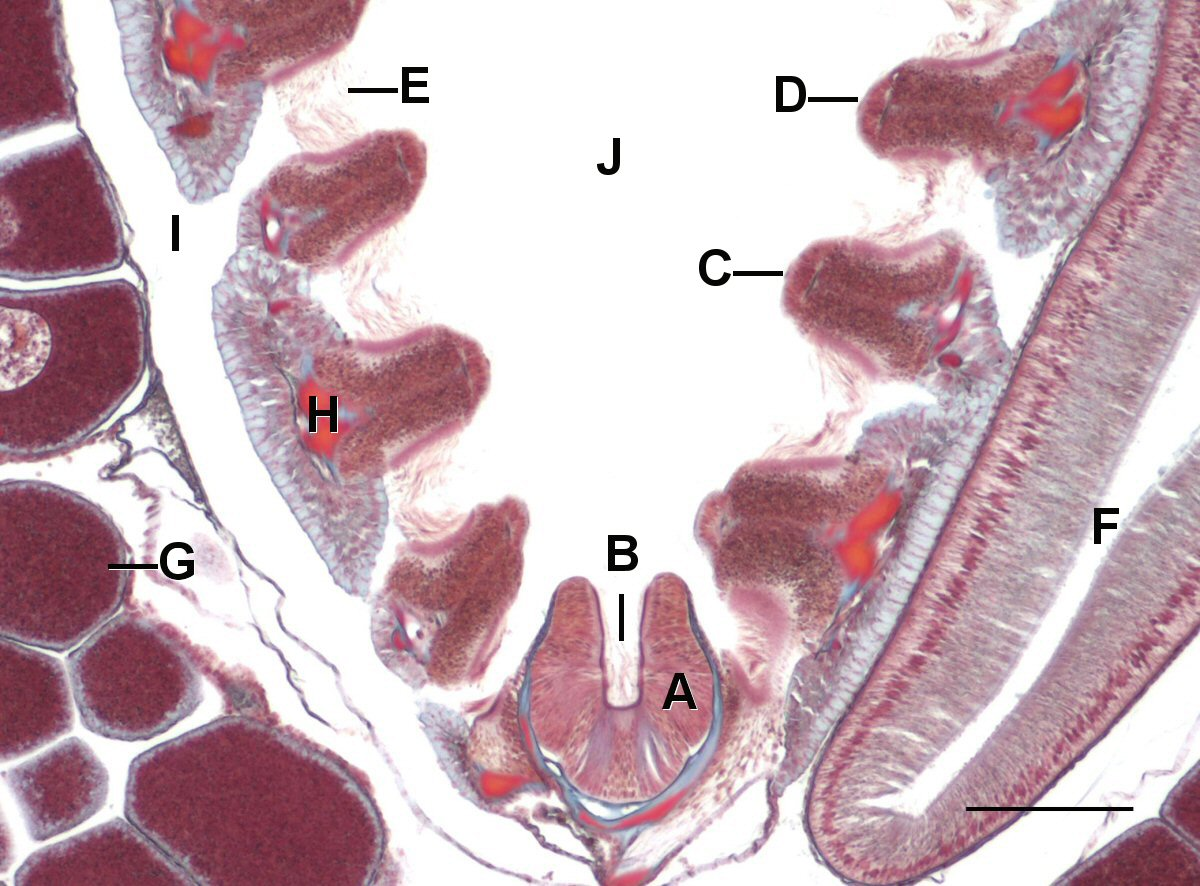
Поперечний зріз тіла ланцетника в області глотки. Ендостиль — A, його війки — B.

Ендостиль (від дав.-гр. ἔνδον — «всередині» та στϋλος — «паличка») — борозенка, вислана миготливими і залозистими клітинами, розташована на черевному боці глотки у ланцетника, покривників і личинок міног — піскорийок. Ендостиль являє собою заглиблення, глибше у покривників та вистелене частково миготливими, частково залозистими клітинами. Клітини, розташовані на самому дні заглиблення, тобто на серединній лінії, мають довші волоски. У покривників бічні поверхні борозни несуть з кожного боку декілька поздовжніх смуг залозистих клітин.
Функція ендостилю полягає в тому, що залозисті клітини виділяють слиз, до грудочок якого приклеюються завислі у воді часточки їжі та разом з грудочками просуваються дією миготливого апарату до кишечника, тоді як вода через зяброві щілини та перибранхіальну порожнину витікає назовні. У кишководишних ендостиль представлений усім нижнім відділом передньої частини кишечника, що слугує для проведення їжі, тоді як вода іде до зябер по верхньому відділу. Крім того, ендостиль виробляє тиреоїдні гормони. У хребетних він перетворюється на щитоподібну залозу, що виконує ту ж функцію.